# Rudolf Spielmann
Rudolf Spielmann, född 5 maj 1883 i Wien, död 20 augusti 1942 i Stockholm, var en internationell stormästare i schack.
Spielmann var en av det tidiga 1900-talets starkaste schackmästare, känd för sitt vågade kombinatoriska spel. Hans största turneringsseger var den i Semmering 1926, före bl.a. den blivande världsmästaren Alexander Aljechin och Aaron Nimzowitsch.
Spielmann var jude och lyckades, som en av få, fly från Tyskland till Sverige 1939. Han var flitigt verksam som schackpublicist. Hans mest betydelsefulla verk är Richtig opfern! (1935) som har översatts till flera språk.